# Bányaszati és Kohászati Lapok. Bányaszat
«Bányászati és Kohászati Lapok. Bányászat» — основний журнал гірничої справи та металургії Угорщини. Серія Гірнича справа.
Країна видання — Угорщина.
Спеціалізація: Розробка та періодична переробка (збагачення) вугільних, рудних та нерудних корисних копалин.
Рік заснування 1868.
Чисел на рік — 12.